# Arctonasua
Arctonasua és un gènere extint de mamífers carnívors de la família dels prociònids que visqueren a Nord-amèrica durant el Miocè mitjà i superior, fa entre 9,4 i 16,3 milions d'anys. Se n'han trobat restes fòssils a Dakota del Sud, Florida, Nebraska, Oklahoma, i Texas (Estats Units). Eren parents propers de Cyonasua. Es diferencien de la resta de membres de la seva família pel fet de tenir la quarta dent premolar superior (P4) amb el metacon molt petit o absent, així com la primera dent molar inferior (p1) amb el paracònid situat arran del metacònid. El nom genèric Arctonasua es pot interpretar com a ‘Nasua ursí’ o com a ‘Nasua septentrional’.